# Berlin leuchtet
Berlin leuchtet war von 2013 bis 2020 ein jährlich im Herbst stattfindendes Lichterfest in Berlin. Berlins Straßen, Gebäude, Wahrzeichen und bedeutende Plätze wurden an 17 Tagen bei dem Festival von nationalen als auch internationalen Künstlern, Designern und Lichtgestaltern mit künstlerischen Lichtinszenierungen wie Illuminationen, Projektionen, Videomapping, Videokunst- und Lichtkunst-Installationen in Szene gesetzt.

## Veranstalter
Das Festival wird geleitet von dem gleichnamigen Verein Berlin leuchtet e.V., ein Zusammenschluss von Unternehmen, Vereinen, Institutionen, Medienpartnern und Einzelpersonen. Zunehmend beteiligen sich auch die Randbezirke Berlins an diesem Festival, organisiert durch die Bezirksverwaltungen.
Einige Initiatoren, wie u. a. der Lichtdesigner Andreas Boehlke, sind auch am Festival of Lights beteiligt, das seit 2005 ebenfalls in Berlin stattfindet.
Das Festival Berlin Leuchtet findet meist zeitgleich mit dem Festival of Lights statt, es werden jedoch mehr Gebäude und Standorte beleuchtet und es dauert eine Woche länger. Zudem finden sich bei dem Festival weniger Videoprojektionen und auch kleinere, meist freistehende, Kunstwerke, die ohne Fassaden auskommen. Das Festival of Lights und Berlin leuchtet werden gemeinsam unter dem Titel Berlin Light Weeks vermarktet.

## Geschichte
Das erste Berlin leuchtet Festival fand im Jahr 2013 im Bereich der Innenstadt (Bezirk Mitte) statt.
Im Jahr 2020 wurde Berlin leuchtet zum ersten Mal mit fünf Tagen Abstand erst nach dem Ende des Festivals of Lights begonnen. Aufgrund der Corona-Maßnahmen wurde auch auf größere Distanz geachtet und Schwerpunkte auf einzelne Kieze gelegt. Besonders gewürdigt wurden mit Illuminationen im Nikolaiviertel das ehemalige Kaufhaus Israel und das Knoblauchhaus.
Das für 2021 geplante Lichterfest wurde wegen der unklaren Genehmigungssituationen kurz vorher abgesagt.  Danach fanden keine Veranstaltungen mehr statt. 